# Sant Martí Sarroca (kommunhuvudort)
Sant Martí Sarroca är en kommunhuvudort i Spanien.   Den ligger i provinsen Província de Barcelona och regionen Katalonien, i den östra delen av landet, 500 km öster om huvudstaden Madrid. Sant Martí Sarroca ligger 296 meter över havet och antalet invånare är 3 142.
Terrängen runt Sant Martí Sarroca är kuperad västerut, men österut är den platt. Runt Sant Martí Sarroca är det ganska tätbefolkat, med 116 invånare per kvadratkilometer. Närmaste större samhälle är Vilafranca del Penedès, 8,4 km sydost om Sant Martí Sarroca. Trakten runt Sant Martí Sarroca består till största delen av jordbruksmark.